# Trichopilia wageneri
Trichopilia wageneri là một loài thực vật có hoa trong họ Lan. Loài này được (Rchb.f.) Rchb.f. miêu tả khoa học đầu tiên năm 1858.